# Alfen (Wipperfürth)
Alfen ist ein Ort von Wipperfürth im Oberbergischen Kreis im Regierungsbezirk Köln in Nordrhein-Westfalen (Deutschland).

## Lage und Beschreibung
Alfen liegt südwestlich von Wipperfürth an der Grenze zur Gemeinde Lindlar. Nachbarorte sind Peffekoven, Berghausen, Büchel und Niederbenningrath.
Politisch wird der Ort durch den Direktkandidaten des Wahlbezirks 15 (150) Thier im Rat der Stadt Wipperfürth vertreten.

## Geschichte
1487 wird der Ort erstmals unter der Bezeichnung „Alffen“ in Darlehenslisten für Wilhelm III. von Berg genannt. Die Karte Topographia Ducatus Montani aus dem Jahre 1715 zeigt zwei Höfe und bezeichnet sie mit „Alf“. Die Topographische Aufnahme der Rheinlande von 1825 zeigt auf umgrenztem Hofraum fünf getrennt voneinander liegende Grundrisse und bezeichnet sie mit „Alfer“. Ab der topografischen Karte von 1894 bis 1896 wird die Ortsbezeichnung Alfen verwendet.
Aus dem Jahre 1920 stammt das am Weg nach Peffekoven stehende Wegekreuz aus Sandstein.

## Busverbindungen
Über die Haltestelle Abzweig Ommerborn der Linie 426 (VRS/OVAG) ist Alfen an den öffentlichen Personennahverkehr angebunden.